# Tsunekimyrme
Tsunekimyrme Lelej, 1995 — род ос-немок из подсемейства Mutillinae.

## Описание
Индонезия, Филиппины. У самцов 13-члениковые усики, у самок — 12-члениковые. Тело в густых волосках. Самка осы пробирается в чужое гнездо и откладывает яйца на личинок хозяина, которыми кормятся их собственные личинки.

## Систематика
Относится к трибе Smicromyrmini Bischoff, 1920. Род назван в честь японского гименоптеролога Katsuji Tsuneki, специалиста по осам.
- Tsunekimyrme fluctuata (Smith, 1865) typus (=Mutilla fluctuata, Smicromyrme fluctuata)